# Dalea tentaculoides
Dalea tentaculoides är en tvåhjärtbladig växtart som beskrevs av Gentry. Dalea tentaculoides ingår i släktet Dalea och familjen ärtväxter. Inga underarter finns listade i Catalogue of Life.